# 2013 في أستراليا
فيما يلي قوائم الأحداث التي وقعت خلال عام 2013 في أستراليا.

## سياسة

### تعيين في المنصب
- 27 يونيو – كيفن رود رئيس الوزراء الأسترالي.
- 18 سبتمبر – توني أبوت رئيس الوزراء الأسترالي.
- 18 سبتمبر – جريج هنت وزير الاستدامة والبيئة والمياه والسكان والمجتمعات [الإنجليزية]‏.
- 18 سبتمبر – جولي إيزابيل بيشوب وزير الخارجية [الإنجليزية]‏.
- 18 سبتمبر – مالكولم تورنبول Minister for Communications (Australia) [الإنجليزية]‏.

### انتهاء فترة المنصب
- 27 يونيو – جوليا غيلارد رئيس الوزراء الأسترالي،عضو مجلس النواب الأسترالي.
- 1 يوليو – كيت لوندي وزير رياضة [الإنجليزية]‏،وزير الهجرة وصيانة الحدود الأسترالية [الإنجليزية]‏.
- 5 أغسطس – مال واشر عضو مجلس النواب الأسترالي.
- 7 سبتمبر – مايك كيلي عضو مجلس النواب الأسترالي.
- 18 سبتمبر – توني أبوت Leader of the Opposition (Australia) [الإنجليزية]‏.
- 18 سبتمبر – كيفن رود رئيس الوزراء الأسترالي،عضو مجلس النواب الأسترالي.

## رياضة
- 1 يناير – جائزة أستراليا الكبرى للدراجات النارية 2013
- 17 مارس – جائزة أستراليا الكبرى 2013 الفائز كيمي رايكونن.

## أفلام
من الأفلام التي صدرت هذه السنة في أستراليا:
- 1 يناير – تي إس سبيفيت الصغير والخارق للعادة من إخراج جون بيير جونيه.
- 1 يناير – فرقة العصابات من إخراج روبن فليشر.
- 18 يناير – العشق من إخراج آن فونتين.
- 1 مايو – غاتسبي العظيم من إخراج باز لورمان.
- 25 يوليو – الوولفيرين من إخراج جيمس مانغولد.
- 1 سبتمبر – طعم من إخراج كيمبل ريندال [الإنجليزية]‏.
- 13 ديسمبر – إنقاذ السيد بانكس من إخراج جون لي هانكوك.
- 14 ديسمبر – المشي مع الديناصورات من إخراج Neil Nightingale [الإنجليزية]‏، باري كوك.

## برامج ومسلسلات وأنمي
- مدمرو الخرافات

## وفيات

### مايو
- 3 مايو – براد درويت (مواليد 1958) لاعب كرة مضرب أسترالي.

### سبتمبر
- 24 سبتمبر – مارجريت فيلمان (مواليد 1921) مهندسة معمارية أسترالية.

### نوفمبر
- 7 نوفمبر – إيان ديفيس (مواليد 1956) لاعب كرة سلة أسترالي.
- 10 نوفمبر – جون جرانت (مواليد 1922)

### ديسمبر
- 8 ديسمبر – جون كورنفورث (مواليد 1917)